# Hamza Choudhury
Hamza Dewan Choudhury (* 1. října 1997 Loughborough) je bangladéšský profesionální fotbalista a bývalý mládežnický reprezentant, který hraje na pozici středního záložníka v anglickém klubu Watford FC, kde je na hostování z Leicesteru City.

## Klubová kariéra

### Leicester City
Choudhury zahájil svou kariéru v akademii Leicesteru City a ve věku 16 let byl údajně skautován řadou špičkových evropských klubů. 27. února 2016 odešel na půlroční hostování do konce sezóny do Burtonu Albion hrající League One. Svůj první profesionální zápas odehrál později téhož dne, když v 77. minutě vystřídal Toma Naylora při remíze 0:0 s Walsallem na Pirelli Stadium. 6. srpna 2016 přišel Choudhury do Burtonu na další hostování, tentokráte roční do konce sezóny 2016/17. Ve stejný den se Choudhury nastoupil do historicky prvního zápasu Burtonu Albion v druhé nejvyšší soutěži, jeho asistence však k zisku bodu v utkání proti Nottinghamu Forest nestačila.
Dne 19. září 2017 debutoval Choudhury v dresu Leicesteru City; v 82. minutě vystřídal Wilfreda Ndidiho při domácím vítězství proti Liverpoolu ve 3. kole EFL Cupu. 28. listopadu 2017 debutoval Choudhury v Premier League, když v 83. minutě nastoupil do utkání proti Tottenhamu Hotspur. V základní sestavě ligového zápasu se poprvé objevil 14. dubna 2018 při výhře nad Burnley 2:1.

#### Sezóna 2019/20
Dne 28. srpna 2019, v zápase Ligového poháru proti Newcastlu United, zranil Choudhury v souboji o míč Matta Ritchieho. Ten si poranil kotník, musel být vystřídán a zůstal dva měsíce mimo hru. O dva dny později podepsal Choudhury s Leicesterem novou čtyřletou smlouvu. 1. ledna 2020 vstřelil Choudhury svůj první gól za Leicester, a to v 86. minutě zápasu proti Newcastlu United, který skončil výhrou Lišek 3:0.

#### Sezóna 2020/21
Dne 22. října 2020 odehrál Choudhury svůj první zápas v evropských soutěžích, když v 71. minutě nastoupil do utkání proti ukrajinskému týmu Zorja Luhansk. Stal se tak prvním fotbalistou bangladéšského původu, který se objevil v evropské soutěži. Dne 29. října Choudhury vstřelil v 39. minutě branku v zápase proti AEKu Atény a pomohl k výhře 2:1.
Dne 11. dubna 2021 absentoval Choudhury, spolu s Jamesem Madissonem a Ayoze Perézem, v zápase proti West Hamu United kvůli porušení protokolů Covid-19.

## Reprezentační kariiéra
Dne 26. května 2018 debutoval Choudhury v anglické reprezentaci do 21 let, když nastoupil jako náhradník při vítězství 2:1 proti Číně na Tournoi de Toulon v roce 2018. Choudhury se objevil v základní sestavě v dalším zápase na turnaji, v zápase proti Mexiku.
Dne 27. května 2019 byl Choudhury povolán do anglického týmu na Mistrovství Evropy do 21 let 2019 ale během druhého poločasu prvního zápasu proti Francii v Ceseně dostal přímou červenou kartu, poté co skluzem odrovnal Jonathana Bambu, který musel s poraněným kotníkem do nemocnice a na turnaji dohrál.

## Statistiky
K 21. březnu 2021
| Klub                  | Sezóna  | Liga           | Liga   | Liga | FA Cup | FA Cup | EFL Cup | EFL Cup | Evropské poháry | Evropské poháry | Ostatní | Ostatní | Celkem | Celkem |
| Klub                  | Sezóna  | Liga           | Zápasy | Góly | Zápasy | Góly   | Zápasy  | Góly    | Zápasy          | Góly            | Zápasy  | Góly    | Zápasy | Góly   |
| --------------------- | ------- | -------------- | ------ | ---- | ------ | ------ | ------- | ------- | --------------- | --------------- | ------- | ------- | ------ | ------ |
| Leicester City        | 2015/16 | Premier League | 0      | 0    | 0      | 0      | 0       | 0       | —               | —               | —       | —       | 0      | 0      |
| Leicester City        | 2016/17 | Premier League | 0      | 0    | 0      | 0      | 0       | 0       | —               | —               | —       | —       | 0      | 0      |
| Leicester City        | 2017/18 | Premier League | 8      | 0    | 0      | 0      | 1       | 0       | —               | —               | —       | —       | 9      | 0      |
| Leicester City        | 2018/19 | Premier League | 9      | 0    | 1      | 0      | 2       | 0       | —               | —               | —       | —       | 12     | 0      |
| Leicester City        | 2019/20 | Premier League | 20     | 1    | 4      | 0      | 5       | 0       | —               | —               | —       | —       | 29     | 1      |
| Leicester City        | 2020/21 | Premier League | 9      | 0    | 2      | 0      | 1       | 0       | 8               | 1               | —       | —       | 20     | 1      |
| Leicester City        | Celkem  | Celkem         | 46     | 1    | 7      | 0      | 9       | 0       | 8               | 1               | —       | —       | 70     | 2      |
| Burton Albion (host.) | 2015/16 | League One     | 13     | 0    | 0      | 0      | 0       | 0       | —               | —               | 0       | 0       | 13     | 0      |
| Burton Albion (host.) | 2016/17 | Championship   | 13     | 0    | 0      | 0      | 2       | 0       | —               | —               | —       | —       | 15     | 0      |
| Burton Albion (host.) | Celkem  | Celkem         | 26     | 0    | 0      | 0      | 2       | 0       | —               | —               | 0       | 0       | 28     | 0      |
| Celkem                | Celkem  | Celkem         | 72     | 1    | 7      | 0      | 11      | 0       | 8               | 1               | 0       | 0       | 98     | 2      |

## Ocenění

### Reprezentační

#### Anglie U21
- Tournoi de Toulon: 2018[19]